# Amblytelinae
Amblytelinae (лат.) — подсемейство жужелиц, статус которого оспаривается. Некоторые авторы описывают это подсемейство в качестве трибы Amblytelini Blackburn, 1892 или подтрибы Amblytelina (объединяя с подтрибой Melisoderina Sloane, 1898) в составе других подсемейств (или в Psydrinae LeConte, 1853, или в Trechinae). Встречается в Австралии.

## Систематика
К этому подсемейству (подтрибе или трибе) ранее относили всего один род Amblytelus (более 45 видов и 6 подвидов), а затем выделили ещё несколько родов. Родственными к Amblytelinae подсемействами являются Brachininae и Harpalinae, куда его также могут включать.
- Amblytelus Erichson, 1842
- Dystrichothorax Blackburn, 1892
- Epelyx Blackburn, 1892
- Paratrichothorax Baehr, 2004
- Pseudamblytelus Baehr, 2004
- Trichamblytelus Baehr, 2004

## Некоторые виды
Amblytelus Erichson, 1842
- Amblytelus balli Baehr, 2004
- Amblytelus barringtonensis Baehr, 2004
- Amblytelus bathurstensis Baehr, 2004
- Amblytelus bellorum Baehr, 2004
- Amblytelus bistriatus Baehr, 2004
- Amblytelus brevis Blackburn, 1892
- Amblytelus brunnicolor Sloane, 1898
- Amblytelus calderi Baehr, 2004
- Amblytelus castaneus Baehr, 2004
- Amblytelus cooki Baehr, 2004
  - Amblytelus cooki cooki Baehr, 2004
  - Amblytelus cooki microphthalmus Baehr, 2004
- Amblytelus cooki miserii Baehr, 2004
- Amblytelus curtus (Fabricius, 1801)
  - Amblytelus curtus continentalis Baehr, 2004
  - Amblytelus curtus curtis (Fabricius, 1801)
- Amblytelus vittatus Motschulsky, 1864
- Amblytelus discoidalis Blackburn, 1891
  - Amblytelus discoidalis discoidalis Blackburn, 1891
  - Amblytelus discoidalis occidentalis Baehr, 2004
- Amblytelus doyeni Baehr, 2004
- Amblytelus fallax Baehr, 2006
- Amblytelus geoffreyorum Baehr, 2004
- Amblytelus gloriosus Baehr, 2004
- Amblytelus handkei Baehr, 2004
- Amblytelus inornatus Blackburn, 1891
- Amblytelus karricola Baehr, 2004
- Amblytelus lawrencei Baehr, 2004
- Amblytelus leai Sloane, 1898
- Amblytelus longior Baehr, 2004
- Amblytelus longipennis Baehr, 2004
- Amblytelus marginicollis Sloane, 1911
- Amblytelus matthewsi Baehr, 2004
- Amblytelus meyeri Baehr, 2004
- Amblytelus minutus Macleay, 1871
- Amblytelus monteithi Baehr, 2004
- Amblytelus montiscampi Baehr, 2004
- Amblytelus montiswilsoni Baehr, 2004
- Amblytelus montorum Baehr, 2004
- Amblytelus neboissi Baehr, 2004
- Amblytelus niger Sloane, 1920
- Amblytelus observatorum Baehr, 2004
- Amblytelus pseudepelyx Baehr, 2004
- Amblytelus rugosifrons Baehr, 2004
- Amblytelus simsoni Sloane, 1920
- Amblytelus sinuatus Blackburn, 1892
- Amblytelus spurgeoni Baehr, 2004
- Amblytelus striatus Sloane, 1920
- Amblytelus temporalis Baehr, 2004
- Amblytelus walfordi Baehr, 2004
- Amblytelus weiri Baehr, 2004